# Banfield (entreprise)

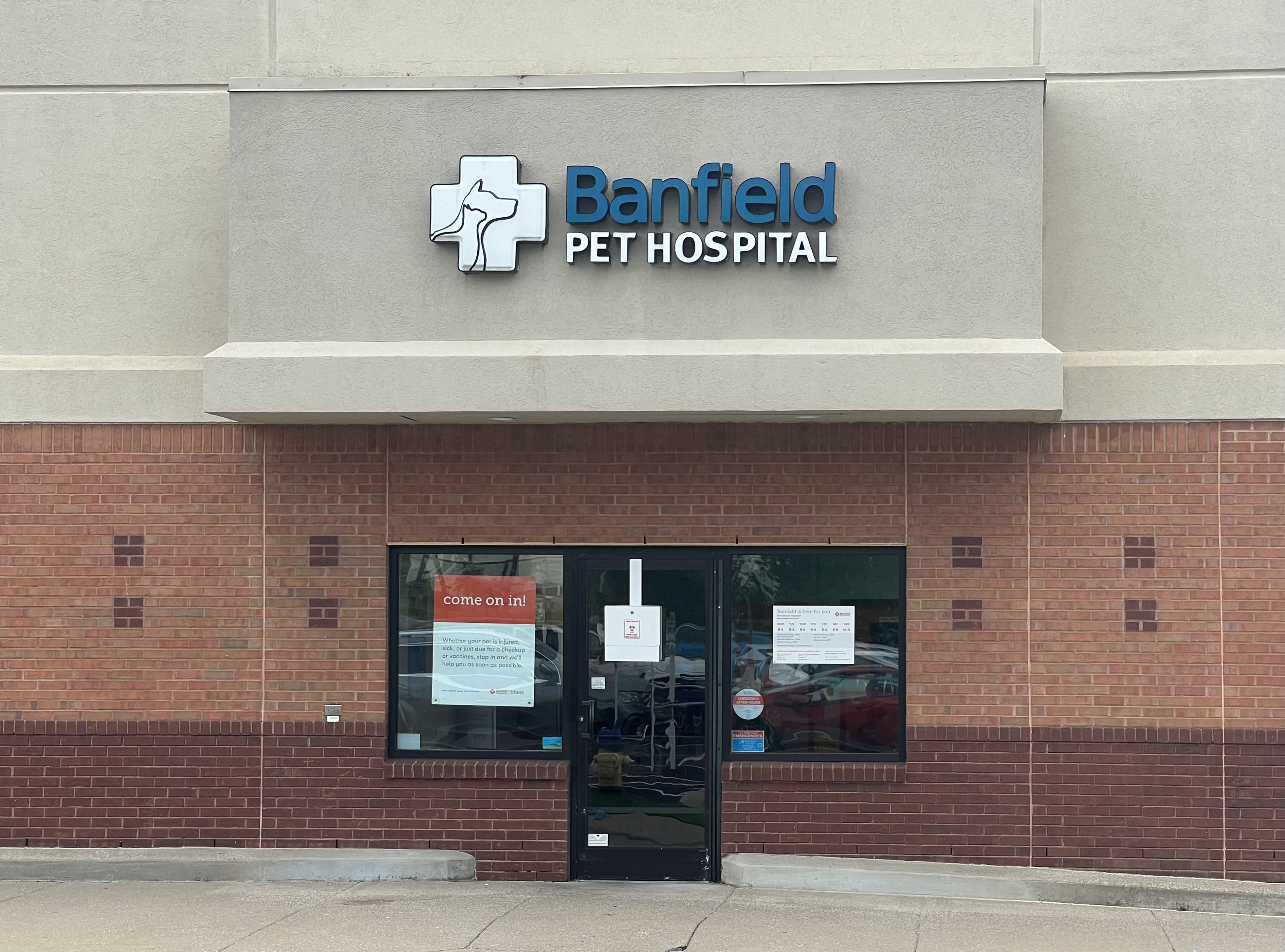

Pour les articles homonymes, voir Banfield.
45° 32′ 11″ N, 122° 34′ 48″ O
Banfield, the Pet Hospital est une compagnie privée fondée en 1955 qui gère des cliniques vétérinaires basée à Portland dans l'Oregon aux États-Unis.

## Histoire
Banfield est propriétaire de cliniques aux États-Unis, au Mexique et au Royaume-Uni et gère plus de 700 cliniques à l'intérieur des magasins PetSmart. Banfield est la plus grande entreprise privée de médecine vétérinaire aux États-Unis.